# 나주 신촌리 금동관
나주 신촌리 금동관(羅州 新村里 金銅冠)은 전라남도 나주시 반남면 신촌리 9호분(옹관묘)에서 출토한 금동관이다. 1997년 9월 22일 대한민국 국보 제295호로 지정되었다.

## 개요
나주 반남면 신촌리 9호 무덤에서 발견된 높이 25.5cm의 금동관이다. 나주 신촌리 9호 무덤은 1917∼1918년에 일본에 의해 발굴 조사되었다. 이 금동관은 삼국시대에 제작된 것으로, 외관과 내관으로 구성되어 있다.
외관은 나뭇가지 모양의 장식 3개를 머리에 두른 띠 부분인 대륜에 꽂아 세웠으며, 내관은 반원형의 동판 2장을 맞붙여 만들었다. 기본 형태는 신라 금관과 같으나 머리 띠에 꽂은 장식이 신라 관의 ‘山’자 모양이 아닌 복잡한 풀꽃 모양을 하고 있어, 양식상 더 오래된 것으로 보인다.
내관인 모자는 전북 익산 입점리(사적 제347호)와 일본에서도 비슷한 것이 출토된 바 있어 백제와 일본과의 문화 교류 관계를 살피는데 중요한 자료가 되고 있다.
금동관의 주인은 당시 이곳을 지배하던 세력의 최고 지도자였을 것으로 짐작되는데, 다만 이 금동관이 현지의 토착 세력에 의해 제작된 것인지 백제로부터 하사받은 것인지에 대하여는 정확히 알 수 없다.

## 특징
엷은 동판을 오려 만든 관모로 내관과 외관의 둘로 구성되어 있다. 외관은 폭이 3cm, 길이가 50cm의 동대(銅帶)를 구부려 직경 17cm의 테를 만들고 거기에 세 개의 초화형입식(草花形立飾)을 세웠다. 그 테에는 일정한 간격으로 칠판화문(七瓣花紋)을 철점(凸点)으로 나타내고 상연(上緣) 가까이 일렬로 하트형 영락(瓔珞)을 달고 있다. 또 세 개의 입식은 중앙 세 기둥의 끝머리와 그 좌우에 세 개의 보주형(寶珠形) 두식(頭飾)이 얹히고 그 아래로 좌우 각 두 개씩의 분지(分枝)가 있는 것이며, 일견 무슨 모란이나 백합꽃을 모아 놓은 것 같고 앞쪽에 하트형 영락을 매달고 있다. 내관은 반원형의 동판을 두 개 맞붙여 이루어지고 있는데 각 면마다 인동문(忍冬文) 테두리 안에 백합꽃 같은 꽃무늬를 철점으로 나타내고 있다. 여러 면에서 신라의 금관과 비슷한 형식을 보이는데 신라의 관보다 약간 고형(古形)이며 왕관으로 추측되기도 하고, 지방 호족(豪族)이 썼던 것으로 추측되기도 한다.

## 갤러리

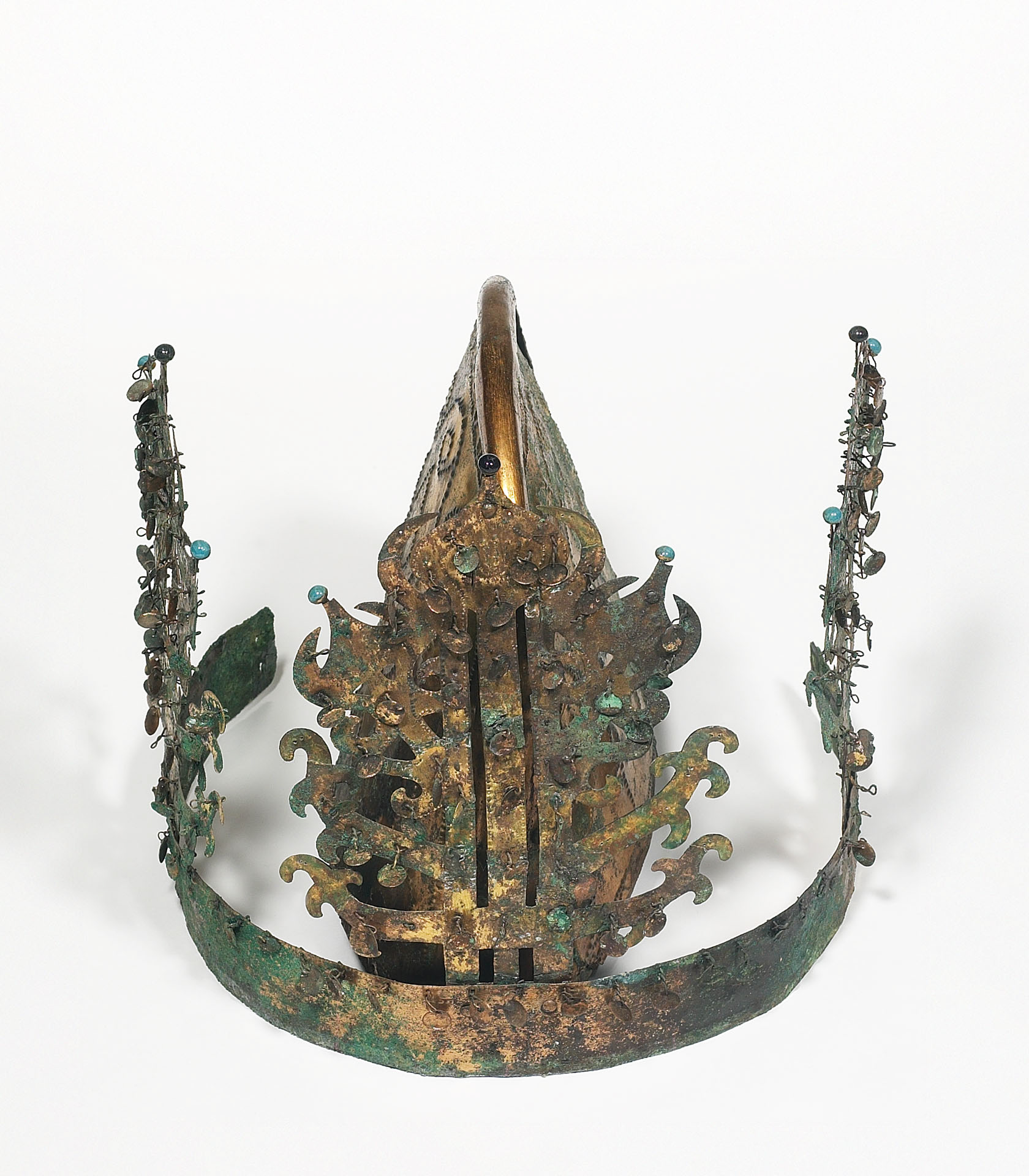

## 같이 보기
- 나주 반남 고분군 (사적 제513호)

## 참고자료
- 나주 신촌리 금동관 - 국가유산청 국가유산포털